# 미나모토노 다메요시
|}
미나모토노 다메요시(源為義)는, 일본 헤이안 시대(平安時代) 말기의 무장이다. 일반적으로는 미나모토노 요시이에(源義家)의 손자이고 미나모토노 요시치카(源義親)의 아들이라고 알려져 있지만, 요시이에가 할아버지가 아니라 아버지라고 하는 설도 있다(후술). 숙부(요시이에를 아버지로 볼 경우에는 형) 미나모토노 요시타다(源義忠)가 암살당한 이후 가와치 겐지(河内源氏)의 도료(棟梁)를 칭하였다. 통칭 로쿠조 한간(六条判官), 무쓰 시로(陸奥四郎)라 불렸다. 미나모토노 요리토모(源頼朝) ・ 미나모토노 요시쓰네(源義経) ・ 미나모토노 노리요리(源範頼) ・ 미나모토노 요시나카(源義仲) 등의 할아버지가 된다.
당초에는 시라카와 법황(白河法皇) ・ 도바 상황(鳥羽上皇)를 섬기고 있었지만 잦은 불상사를 일으키는 바람에 신임을 잃었고 게비이시(検非違使)도 사임해야 했다. 그 뒤 셋칸케(摂関家)의 후지와라노 다다자네(藤原忠実) ・ 요리나가(頼長) 부자에게 접근하여 세력 회복을 도모하였으며, 종5위하(従五位下) 사에몬노다이이(左衛門大尉)가 되어 게비이시로의 복귀도 완수하였으나, 여덟째 아들 다메토모(為朝)의 규슈에서의 난행으로 인해 관직에서 해임되게 되었다.
호겐의 난(保元の乱])에서 스토쿠 상황(崇徳上皇) 편에 서서 그 주력으로써 싸웠으나 패배하였고, 고시라카와 천황(後白河天皇) 편에 섰던 장남 미나모토노 요시토모(源義朝)의 손에 처형당하는 비극을 맞이했다.

## 생애

### 성장 과정
에이초(永長) 원년(1096년)에 태어났다. 무로마치 시대(室町時代)에 편찬된 《손피빈먀쿠》(尊卑分脈)의 기재에 따라 미나모토노 요시치카(源義親)의 넷째 아들로 보는 견해가 일본 학계에서는 일반적이었는데, 일본의 사학자 사사키 기이치(佐々木紀一)는 《손피빈먀쿠》 성립 이전의 중세 계도(系図)나 다메요시와 같은 시대 인물인 후지와라노 다다자네의 일기 《덴랴쿠》(殿暦)의 글귀 등에서 다메요시는 요시이에의 넷째 아들이었다고 하는 설을 제창하고 있다. 또한 후지와라노 요리나가의 일기인 《다이키》(台記) 고지(康治) 원년 8월 3일조 등의 기술도 다메요시를 요시이에의 친아들이라고 판단하는 근거가 되고 있다.
《손피빈먀쿠》의 다메요시 항목에서의 방주(傍注)에 따르면 아버지 요시치카가 사이고쿠(西国)에서 난리를 일으켰을 때(미나모토노 요시치카의 난) 할아버지 미나모토노 요시이에는 자신의 셋째 아들 요시타다(義忠)를 자신의 계사(継嗣)로 정하는 동시에 손자인 다메요시를 다음 적자로 삼으라는 명을 내렸다고 적고 있다. 이 기술에 따른다면 어린 시절의 다메요시는 요시타다나 요시이에와 함께 교토에 있었던 것으로 보인다.
가쇼(嘉承) 원년(1106년)에 요시이에가 사망하자 요시타다가 가와치 겐지의 가독을 이었지만, 덴닌(天仁) 2년(1109년)에 암살당했다. 요시타다의 숙부인 미나모토노 요시쓰나(源義綱) 일족이 그 혐의를 쓰고 추토 대상이 되자 다메요시는 미노 겐지(美濃源氏)의 미나모토노 미쓰쿠니(源光国)와 함께 그 추토사(追討使)로 기용되었고, 요시쓰나를 포박하여 교토로 개선했다. 이 공으로 다메요시는 14세에 사에몬노쇼이(左衛門少尉)로 임명되었다.
초기의 다메요시는 인(院, 상황)과의 관계가 깊었고, 셋칸케와는 그다지 친근하지 않았다. 《구칸쇼》(愚管抄)에는 시라카와인이 "미쓰노부(光信), 다메요시(為義), 야스키요(保清) 세 사람을 게비이시로 임명하여 즉위한지 얼마 되지 않은 도바 천황을 경호하게 하였다."라고 해서 에이큐 강소(永久の強訴)나 호안(保安) 4년(1123년)의 엔랴쿠지(延暦寺) 승도들의 강소에서는 다이라노 다다모리(平忠盛)와 함께 그 방어에 동원되는 등 인을 수호하는 무력으로써 기대받고 있었음을 알 수 있다. 다메요시의 첫 아내도 시라카와인의 근신(近臣) ・ 후지와라노 다다키요(藤原忠清)의 딸로 이와의 사이에서 장남인 요시토모(義朝)를 얻었다. 호안 5년(1124년) 무렵에는 게비이시(検非違使)로 임명되었다. 그러나 같은 해에 임관과 거의 동시에 다이라노 다다모리는 수령(지방관)을 역임하게 된 것과 달리 다메요시는 일개 게비이시인 채로 오랫동안 머물렀고, 관위도 미미하기만 했다.

### 난동을 부리고 처벌을 받으며
다이라노 다다모리와 달리 미나모토노 다메요시가 승진하지 못한 가장 큰 원인은 다메요시 본인, 그리고 본인의 노토(郎党)에 의한 잇따른 난동 행위 때문이었다. 기록에 남아 있는 사례들만을 열거해 보면 다음과 같다.
- 에이큐 2년(1114년)
  - 5월, 미나모토노 유키토(源行遠)의 노토를 살해한 범인을 은닉하였다.[6]
  - 5월, 손쇼지(尊勝寺) 소유의 영지가 있는 시나노 장(信濃荘)의 연공 강탈 사건에서 미나모토노 미쓰쿠니가 범인을 체포하여 압수한 물품을 게비이시초(検非違使庁)의 미나모토노 시게토키(源重時)에게 인도하였는데, 시게토키의 노토인 긴마사(公正)가 그 대부분을 훔쳐 달아났다. 다메요시는 긴마사를 숨겨 주고 게비이시초의 거듭된 독촉도 무시했다.[7]
  - 8월, 구조 태정대신(九条太政大臣, 후지와라노 노부나가藤原信長)의 후처가 시모쓰케 국(下野国)에서 집안 영지를 관리하는 다메요시의 노토를 내쫓아 줄 것을 호소하였다.[8]
  - 8월, 국아(国衙) 소유 영지의 잡물을 탈취했다고 하여 고즈케(上野)의 고쿠시(国司)가 다메요시의 노토인 이에쓰나(家綱)를 게비이시초에 고발하였고, 다메요시는 이에쓰나가 자신의 노토가 아니라고 주장하며 숙부 미나모토노 요시쿠니(源義国)와 다툼을 벌이기에 이르렀다.[9]
- 다이지(大治) 4년(1129년)
  - 정월, 살인을 저지른 미나모토노 미쓰노부(源光信)의 노토가 방면될 무렵에 그를 탈취하여 자신의 노토로 삼고자 했고, 이로 인해 미쓰노부와 합전 직전까지 갔다.[10]
  - 11월, 고후쿠지(興福寺)의 주도(衆徒, 승병)에 의한 불사(仏師) 조엔(長円) 폭행 사건에서 살인 추포를 위해 다른 게비이시와 함께 난토(南都, 나라)로 파견되었으나, 도리어 사건의 주모자인 악승 ・ 신시쓰(信実)를 은닉해 주어, 도바인으로부터 의절당하기에 이르렀다.[11]
- 다이지 5년(1130년) 5월, 엔랴쿠지의 악승 추포 때에 다메요시의 노토가 실수로 전임 기이노카미(紀伊守)인 후지와라노 스에스케(藤原季輔)[주석 5]에게 폭행을 가하였는데, 이 일로 게비이시벳토(検非違使別当, 장관) ・ 산조 사네유키(三条実行)에 의해 감사에 처해졌다. 구교 미나모토노 모로토키(源師時)는 자신의 일기인 《조슈키》에서 이를 두고 “다메요시네의 하는 짓거리는 애새끼들 장난 같다”(為義の作法、児戯の如し)라고 비웃었다.[12]
- 조쇼(長承) 2년(1133년) 9월, 다메요시의 노토가 단바 국(丹波国)으로 나아가 많은 사람들을 살해하였다.[13]

다메요시 본인에 대해서는 범죄자 은닉, 다른 동료와의 알력, 다메요시 본인의 노토들에 대해서는 온갖 폭행 행위들이 눈에 띈다. 호엔(保延) 원년(1135년) 4월, 사이카이(西海)의 해적 추토 때에는 다이라노 다다모리와 함께 추토사 후보로 올랐지만 도바인은 “다메요시를 보냈다가는 그 가는 길의 구니(國)들이 저 스스로 멸망할 터인데”(為義を遣わさば、路次の国々自ずから滅亡か)라며 강하게 반대하였다. 다메요시의 노토에 의한 추토를 빙자한 약탈, 폭행 행위를 염두에 둔 것으로 보인다.
호엔 2년(1136년) 다메요시는 사에몬노쇼이(左衛門少尉)를 사임하였는데, 이제까지의 다메요시의 오명들을 감안하면 '사임'이라기보다는 '해고'에 가까운 것이었다고 추측되고 있다. 호엔 5년(1139년) 관직이 없게 된 다메요시는 고야 산(高野山) 개혁파로 도바인의 존숭을 받고 있던 승려 가쿠반(覚鑁)에게 자신의 명부(名簿)를 제출하고 인의 불쾌한 기분이 풀려 자신이 다시금 측근에서 섬기며 관직에도 복귀할 수 있기를 기도해 줄 것을 탄원한다.
이 무렵 장남 요시토모는 도고쿠(東国)로 낙향해 있었기 때문에 차남 미나모토노 요시카타(源義賢)가 다메요시의 후계자 지위에 있었다. 요시카타는 호엔 5년(1139년) 나리히토 친왕(体仁親王, 훗날의 고노에 천황)이 태자로 책봉되고 동궁대도선생(東宮帯刀先生)에 임명되었는데, 이듬해인 호엔 6년(1140년)에 또 살인범에 협력하였다는 실책을 범하여 파면되고 만다.

### 셋칸케에 접근하다
인의 신임을 잃은 다메요시는 어려운 상황을 타개하고자 셋칸케로 접근을 시도하였다. 고지(康治) 원년(1142년) 8월 고후쿠지의 악승 15명이 오슈(奥州)로 유배되었다. 이는 셋칸케의 큰어른인 후지와라노 다다자네(藤原忠実)의 뜻으로 권상좌(権上座) ・ 신시쓰에게 절의 사무를 통괄하게 하기 위해 반신시쓰파 숙청을 단행한 것이었는데, 다메요시는 다다자네의 명을 받아 악승을 포박하여 연행하였다. 이후 다메요시는 다다자네 ・요리나가 부자의 경호, 셋칸케 게닌들에 대한 통제, 셋칸케 소유 장원에 대한 관리 등 셋칸케의 가정 경찰권을 행사하는 역할을 맡게 된다.
고지 2년(1143년) 다메요시는 후지와라노 요리나가에게도 신종하고 차남 미나모토노 요시카타도 노토 국(能登国)에 있던 요리나가 소유의 장원의 예소(預所, 마름)가 되었다. 다메요시의 봉사에 대해서 후지와라노 다다자네는 "천하에 비길 굳건함을 가졌으니 수령이 될 자격이 있다"(天下の固めであり受領になる資格がある)라고 높이 평가하였다. 규안(久安) 2년(1146년) 정월, 다메요시는 10년만에 관직에 복귀할 수 있었고, 당시로써는 이례적으로 사에몬노다이이(左衛門大尉)가 되어 게비이시로의 복귀를 달성하였다. 도바인의 기분도 풀린 것인지 규안 3년(1147년)에는 기온 투란 사건(祇園闘乱事件)에서 인의 명령으로 강소 방어에 출동하기도 했다.

### 아들 요시토모와의 대립
다메요시가 복귀를 완수한 것과 때를 같이하여 도고쿠에서 장남 요시토모가 돌아왔다. 요시토모는 아내의 친정인 아쓰타 대궁사 집안을 통해 도바인에게 접근했고, 셋칸케와 이어져 있던 아버지 다메요시와 경쟁, 대립하는 사이가 되었다.
셋칸케에서는 후지와라노 마사루코(藤原多子) ・ 후지와라노 시메코(藤原呈子)의 입궐 경쟁으로 후지와라노 다다자네 ・ 요리나가 부자와 다다자네의 장남(즉 요리나가의 형) 후지와라노 다다미치(藤原忠通) 사이의 대립이 정점에 달하고, 규안 6년(1150년) 9월, 격노한 다다자네는 다다미치와 의절하고 다다미치에게서 도지 초자(藤氏長者)의 지위도 삭탈하여 요리나가에게 주었다. 이때 다메요시는 다다자네의 명으로 넷째 아들 미나모토노 요리카타(源頼賢)와 함께 셋칸케의 정저(正邸) ・ 히가시산조도노(東三条殿)와 셋칸케 대대로 내려오는 보물 주기칠반(朱器台盤)을 접수한다. 요리카타는 규안 5년(1149년)에 사에몬노쇼이(左衛門少尉)로 임명되어, 불상사가 일어난 요시카타(義賢)를 대신해 후계자의 지위에 있었다.
다메요시가 닌페이(仁平) 2년(1152년)에 게비이시벳토 ・ 도쿠다이지 긴요시(徳大寺公能)의 소송으로 공구(恐懼)에 처해지는 등 실책을 저지르고 있는 것도 모른 체하면서 요시토모는 닌표 3년(1153년) 시모쓰케노카미(下野守)로 임명되어 아버지를 제치고 먼저 수령이 되었다. 다메요시는 요시토모의 세력 기반을 무너뜨리기 위해 앞서 노토 장원의 예소로 있었지만 연공 미납으로 개역되어 물러나 있던 요시카타를 고즈케 국의 다호 장(多胡荘)으로 내려 보냈다. 교토에서는 요리카타에게 체포된 범인을 미나모토노 요시야스(源義康, 그의 아내가 요시토모의 처가인 아쓰타 대궁사 집안 출신이었다)가 탈취하면서 합전 직전까지 가는 등 셋칸케와 마찬가지로 가와치 겐지 내부에서도 다메요시파와 요시토모파, 부자의 대립이 심각해져갔다.
규주(久寿) 원년(1154년)이 되어 다메요시에게 차츰 재난이 드리운다. 11월, 진제이(鎮西)에 파견했던 여덟째 아들 다메토모(為朝)의 난행에 대한 책임을 물어 관직에서 해임되었다. 이듬해 규주 2년(1155년)에는 아들 요리카타도 가스가 사(春日社)의 고소로 관직에서 해임되었다. 《효한키》(兵範記) 호겐(保元) 원년 7월 10일조에 따르면 도바인의 견책에 의해 다메요시의 일족이 한꺼번에 농거(칩거) 처분되었다고 한다. 이 시기, 도바인의 주변에는 비후쿠몬인 후지와라노 도쿠시(美福門院藤原得子) ・ 후지와라노 다다미치 ・ 신제이(信西) 등에 의해 후지와라노 다다자네 ・ 요리나가 부자를 몰락시키기 위한 공작이 진행되고 있었고, 셋칸케와 가까웠던 미나모토노 다메요시의 일족에 대한 압박도 그에 연동되어 이루어졌던 것으로 여겨진다. 다메요시의 뜻으로 도고쿠로 내려갔던 미나모토노 요시카타 역시 오쿠라 합전(大蔵合戦)에서 요시토모의 아들 미나모토노 요시히라(源義平)에 의해 죽임을 당했다(요시카타의 아들이 시나노의 기소에서 자라 ‘기소 카쟈’라 불린 미나모토노 요시나카이다).
호겐(保元) 원년(1156년), 호겐의 난(保元の乱)에서 다메요시는 요리카타, 다메토모 등 일족을 거느리고 스토쿠 상황(崇徳上皇) - 후지와라노 요리나가 편에 섰고, 고시라카와 천황(後白河天皇) 편에는 미나모토노 요시토모와 다이라노 기요모리(平清盛) 등이 섰다. 전쟁은 고시라카와 천황편의 승리로 끝났다. 패전 뒤 다메요시는 도고쿠로 달아나려 했지만, 아들 요시토모에게 항복하여 출가하였다. 요시토모는 자신이 호겐의 난에서 세운 전공을 대가로 아버지와 동생들의 목숨을 구구해 달라고 호소했지만 허락되지 않았고, 일족의 미래를 요시토모에게 맡긴 채 미나모토노 다메요시는 7월 30일 요시토모의 손으로 처형되었다. 향년 61세였다.
미나모토노 다메요시가 처형된 장소는 《효한키》에는 후나오카 산(船岡山), 《호겐 이야기》(保元物語)에는 시치조 스자쿠(七条朱雀)라고 되어 있다.
평생 중앙에서의 영달과는 연이 전혀 없었던 미나모토노 다메요시였지만, 경제적으로는 가와치 국(河内国)의 이시카와 군(石川郡) 쓰보이(壷井, 일본 오사카부 하비키노시 쓰보이)의 가와치 겐지 본거지 전래의 재산도 있었으며, 요시이에의 저택 로쿠조 호리카와다이(六条堀河第)를 이어받아 생활은 유복했다. 또한 자녀들도 많이 두어서 양자(養子)나 유자(猶子)도 많이 있었다. 다메요시의 딸 가운데 도리이 젠니(鳥居禅尼)는 구마노 수군(熊野水軍)의 지도자 ・ 구마노 신궁 벳토 집안(熊野新宮別当家)의 교한(行範, 19대 벳토)에게 시집가서 한예(範誉, 나치 집행那智執行) ・ 교카이(行快, 22대 벳토) ・ 한메이(範命, 23대 벳토) 등을 낳았다. 훗날 구마노 수군은 미나모토노 요시쓰네에게 가담, 헤이케에서 겐지로 돌아섰고 단노우라 전투에서의 겐지의 최종 승리에 기여하였다.

## 가와치 겐지의 도료에 관하여
요시타다 사후, 가독 계승이 다메요시, 요시토모, 요리토모(頼朝)로 이어지게 된다는 것은 요리토모가 세이이타이쇼군(征夷大将軍)이 되어 가마쿠라 막부(鎌倉幕府)를 열게 되는 그 전후에 성립된 인식으로, 다메요시가 살아있었을 당시에는 도료(棟梁)로써 존재하고 있었는가에 대해서는 딱 잘라 말할 수가 없다. 일부 요시이에가 요시타다 다음으로 다메요시를 후계로 지명했다는 사료가 남아 있기는 하지만, 이는 후세의 것으로 당대의 사료에서는 확인할 수가 없다. 또한 다메요시와 마찬가지로 그의 맏형인 미나모토노 요시노부(源義信)나 요시타다의 차남 요시타카(義高, 사효에노곤노스케左兵衛権佐), 요시이에의 셋째 아들 미나모토노 요시쿠니(源義国) 등도 당시에는 가와치 겐지 세력의 일부를 계승하고 있었으므로 요시타다 후계를 자임하고 있었다는 것을 알 수 있다. 또한 실제로는 가와치 겐지 및 그 대종(大宗)인 세이와 겐지(清和源氏)는 제각기 계통이 독자적인 길을 걸었고, 다메요시의 시점에서는 각 계통들의 위에 선 「적류」(嫡流)라는 것은 존재하지 않았다는 견해도 있다.
다메요시와 같은 시기에 세력을 떨치고 있었던 가와치 겐지(河内源氏)의 일족으로는
- 미나모토노 요시쿠니(源義国) - 종5위하(従五位下) 가가노스케(加賀介). 요시이에의 셋째 아들로 닛타 씨(新田氏) ・ 아시카가 씨(足利氏)의 시조이다. 요시시게(義重) ・ 요시야스(義康)의 아버지이다.
- 미나모토노 요시노부(源義信) - 종4위하(従四位下) 사효에노스케(左兵衛佐)로 요시치카의 장남
- 미나모토노 쓰네쿠니(源経国) - 요시타다의 장남
- 미나모토노 요시타카(源義高) - 종4위하 사효에노곤노스케(左兵衛権佐)로 요시타다의 차남
- 미나모토노 요시미쓰(源義光) - 종5위하 형부소보(刑部少輔)로 요시이에의 셋째 동생
- 미나모토노 요시토키(源義時) - 사효에노이(左兵衛尉)로 요시이에의 여섯째 아들. 가와치 겐지 본거지인 이시카와 장(石川荘)을 상속받았다.

또한 다메요시가 가와치 겐지의 도료였다고 한들 그 후계자가 요시토모였다는 사실도 그것을 확인할 수 있는 사료는 없다. 오히려 호엔 5년(1139년) 나리히토 친왕(体仁親王)의 태자 책립에서 요시토모의 동생인 요시카타(義賢)가 동궁대도(東宮帯刀)로 임명되고 있음에도 불구하고 요시토모는 아직 무위무관(無位無官)으로 관위도 관직도 없는 상태로 도고쿠로 낙향했다는 점은 다메요시가 요시토모를 폐적(廃嫡)하고 요시카타를 자신의 후계자로 삼은 결과로  여겨진다. 그런데 요시카타는 살인사건에 협력한 일로 인해 관직에서 해임되었기 때문에 하는 수 없이 후계자에서 제외할 수밖에 없게 되었던 반면, 요시토모는 도고쿠에서 세력을 뻗치며 인 세력과도 결연하여 독자적인 세력을 쌓기 시작했다. 이에 위기감을 느낀 다메요시는 요시카타도 도고쿠로 내려 보내서 지치부토(秩父党)나 고타마토(児玉党)의 협력을 얻어서 아들 요시토모와 대항하고자 했던 것이다.
그 결과 요시토모 부자는 오쿠라 합전에서 요시카타를, 호겐의 난에서 다메요시와 그의 새로운 후계자가 되었던 요리카타를 제거하여 실력으로 그 지위를 탈취한 것이 실상이었다고 보인다. 그러나 미나모토노 요시토모가 가와치 겐지의 도료가 된 경위와 그 지위가 헤이지의 난(平治の乱)까지 겨우 3년 정도였는데, 그 뒤의 지쇼의 난(治承の乱), 이른바 '겐페이 전쟁'에서 요시토모의 후계자로써 가마쿠라(鎌倉)에 거점을 둔 요리토모가 아니라 요시카타의 후계자인 미나모토노 요시나카(源義仲)나 여전히 건재하고 있었던 다메요시의 친아들 미나모토노 유키이에(源行家) 등을 도료로 볼 여지를 남기게 된다.
지쇼의 난의 과정에 있어서 각지의 여러 겐지들로 구성된 미야코부샤(京武者)의 통합에 실패했던 요시나카 ・ 유키이에에 대해 도고쿠에서 독자적인 세력을 확립하는 데에 전념했던 요리토모가 최종적으로 그 분열된 가와치 겐지 ・ 세이와 겐지를 군사력으로 배제 또는 자신의 통제하에 끌어들임으로써 명실상부한 겐지의 도료, 「적류」의 지위를 확립시키게 되었던 것으로 보인다.

## 계보
- 아버지：미나모토노 요시치카(源義親) 또는 미나모토노 요시이에(源義家)
- 어머니：알 수 없음
- 아내：시라카와인(白河院)의 근신(近臣) 후지와라노 다다키요(藤原忠清)의 딸
  - 장남：미나모토노 요시토모(源義朝)
- 아내：로쿠조다이후 시게토시(六条大夫重俊)의 딸
  - 둘째 아들：미나모토노 요시카타(源義賢)
  - 셋째 아들：미나모토노 요시히로(源義広)
- 아내：미나모토노 모토자네(源基実)의 딸
  - 넷째 아들：미나모토노 요리카타(源頼賢)
  - 다섯째 아들：미나모토노 요리나카(源頼仲)
  - 여섯째 아들：미나모토노 다메무네(源為宗)
- 아내：가모 나리무네(賀茂成宗)의 딸
  - 일곱째 아들：미나모토노 다메나리(源為成)
- 아내：에구치(江口)의 유녀(遊女)
  - 여덟째 아들：미나모토노 다메토모(源為朝)
  - 아홉째 아들：미나모토노 다메나카(源為仲)
- 아내：불명
  - 딸：도리이 젠니(鳥居禅尼) - 구마노 벳토 교한(行範)의 아내
  - 열째 아들：미나모토노 유키이에(源行家)
- 생모를 알 수 없는 자녀
  - 열넷째 아들：미나모토노 고레요시(源維義)?
  - 아들：미나모토노 요리사다(源頼定)?
  - 아들：미나모토노 마사치카(源正親)?
  - 아들：센가쿠(仙覚)
  - 아들：오토와카(乙若)
  - 아들：가메와카(亀若)
  - 아들：쓰루와카(鶴若)
  - 아들：덴노(天王)
  - 딸：미노노 쓰보네(美濃局)
  - 딸：사사키 히데요시(佐々木秀義)의 아내
  - 딸：후지와라노 미쓰타카(藤原光隆)의 아내

### 내용주
1. ↑  덴닌(天仁) 2년 2월 17일조에는 "요시이에 아손의 넷째 아들(四郎男)인 다메요시"(義家朝臣四郎男為義)라고 언급하고 있다.
2. ↑  《손피빈먀쿠》에 따르면 요시치카의 아들은 다메요시를 포함하여 여섯 명이 있었다. 요시치카의 정실은 히고노카미(肥後守) 다카시나노 모토자네(高階基実)의 딸이었는데, 모토자네는 사위 요시치카의 난행으로 인해 히고노카미에서 파면되었고, 속동(贖銅) 즉 구리를 벌금으로 바치도록 하는 형벌에 처해졌다. 일본의 사학자 쓰노다 분에이(角田文衛)는 장남 요시노부(義信, 장남) ・ 차남 요시토시(義俊, 우마노조右馬允) ・ 삼남 요시야스(義泰) ・ 오남 요시유키(義行)가 각각 쓰시마 타로(対馬太郎) ・ 쓰시마 지로(対馬次郎) ・ 쓰시마 사부로(対馬三郎) ・ 쓰시마 시로(対馬四郎)라는 별명을 가지고 있었던 점에서 이 네 명이 정실 소생의 동복 형제이고 다메요시는 서자였던 것은 아닐까 하고 추측하였다. 《손피빈먀쿠》의 다메요시의 어머니 항목에는 "요시쿠니와 같이, 주구노료(中宮亮) 아리쓰나(有綱)의 딸이라"(同義国、中宮亮有綱女)라고 해서 주구료(中宮亮) 후지와라노 아리쓰나(藤原有綱)라는 인물의 딸이라고 되어 있는데, 이는 요시이에의 처(요시쿠니, 요시타다의 어머니)가 다메요시를 길렀음을 보여주는 기록이라고 보았다.[4] 또한 다메요시를 요시이에의 넷째 아들이라고 비정하는 설[2]을 채택할 경우 《손피빈먀쿠》의 「同義国、中宮亮有綱女」라는 기술은 양어머니가 아닌 친어머니라는 것이 된다.
3. ↑  《손피빈먀쿠》의 요시타다 항목 방주(傍注)에 따르면 요시쓰나는 무고하게 죄를 뒤집어 쓴 것으로 진범은 요시쓰나의 동생인 요시미쓰(義光)라고 되어 있다. 다만 이 《손피빈먀쿠》의 기술은 후대의 것으로 헤이안 시대 당대 사료인 《덴랴쿠》와 비교하여 저어되는 점이 많고 신뢰성이 낮다고 평가된다.
4. ↑  추토사로 선임된 것을 두고 일본의 사학자 모토키 야스오는 다메요시가 요시타다의 후계자로 되어 있는 《손피빈먀쿠》의 기술이 타당하다고 보고, 요시치카파의 반발을 누그러뜨리는 방책이었을 것이라고 하였다.[5]
5. ↑  도바인의 생모인 후지와라노 이시(藤原苡子)의 조카이다.
6. ↑  가쿠반에게 제출했던 다메요시의 서장의 서판(署判)에 다메요시는 ‘정6위상 미나모토노 아손 다메요시’(正六位上源朝臣為義)로 서명하였는데, 여기에도 관직 이름은 없다. 다메요시는 이 서장에서 「院のきそくのあしく候へハ、よにはゝかりて何事もしらぬやうにて候也」라고 자신의 곤경을 호소하고 있다.
7. ↑  고지 2년(1143년) 셋칸케의 게닌(家人)인 히가키노타로(檜垣太郎) 미나모토노 다다쿠니(源忠国, 요리모리)와 미나모토노 고레마사(源惟正)가 사적인 싸움을 벌였고, 다메요시는 다다자네의 명으로 이들을 구금하였다.[18] 한편으로 다메요시가 거꾸로 제재를 받은 케이스도 있는데, 닌표(仁平) 원년(1151년)에는 요리나가의 명을 받은 미나모토노 노리요리(源頼憲, 다다 요리노리)에 의해 다메요시의 셋쓰(摂津)의 여정(旅亭)이 소각되었다.[19]
8. ↑  훗날 미나모토노 미치치카(源通親)의 천거로 오에노 히로모토(大江広元)가 사에몬노다이이로 임명되었을 때, 구조 가네자네(九条兼実)가 다메요시의 예를 끌어다 「上古大尉に任ず。近代頗る希」라고 기록하고 있다.[22]
9. ↑  아쓰타 대궁사(熱田大宮司) 후지와라노 스에노리(藤原季範)을 어머니로 하는 아들 요리토모는 규안(久安) 3년(1147년)생이어서, 요시토모의 상경은 늦어도 규안 2년(1146년)의 일로 보인다.

### 참조주
1. ↑  北酒出本《源氏系図》、長楽寺本《源氏系図》、妙本寺《源家系図》、《佐竹家系譜》
2. 1 2  佐々木紀一 (2009년 12월). “源義忠の暗殺と源義光”. 《山形県立米沢女子短期大学紀要》 (山形県立米沢女子短期大学) 45: 19–29. ISSN 0288-0725.
3. ↑  川合康 (2011). “鎌倉幕府の草創神話”. 《季刊東北学》 (27)./所収:川合 2019, 270–271쪽
4. ↑  角田文衛「源為義の母」《王朝の明暗-平安時代史の研究 第2冊》東京堂出版、1977年。
5. ↑  《河内源氏》109頁
6. ↑  《주우키》(中右記) 같은 해 5월 13일
7. ↑  《주우키》 같은 해 5월 16일조
8. ↑  《주우키》 같은 해 8월 3일조
9. ↑  《주우기》 같은 해 8월 16일조
10. ↑  《주우키》 같은 해 정월 7일조
11. ↑  《조슈키》(長秋記) 같은 해 11월 17일조
12. ↑  《조슈키》 같은 해 5월 14일조
13. ↑  《조슈키》 같은 해 9월 15일조
14. ↑  《주우키》 같은 해 4월 8일조
15. ↑  《平安遺文》4710、4713～4717
16. ↑  《고금저문집》(古今著聞集) 권15
17. ↑  《다이키》(台記) 8월 3일조
18. ↑  《본조세기》(本朝世紀) 6월 13일조
19. ↑  《본조세기》7월 16일조
20. ↑  《중외초》(中外抄)
21. ↑  《본조세기》 정월 23일, 26일조
22. ↑  《교쿠요》(玉葉) 겐큐(建久) 2년(1191년) 4월 1일조
23. ↑  《본조세기》 8월 26일조
24. ↑  《본조세기》 닌표 3년 6월 5일조
25. ↑  《다이키》 5월 15일조
26. ↑  阪本敏行《熊野三山と熊野別当》清文堂出版, 2005년。
27. ↑  細川重男《頼朝の武士団》洋泉社, 2012年。
28. ↑  川合康 (2011). “鎌倉幕府の草創神話”. 《季刊東北学》 (27)./所収:川合 2019, 255–264쪽

## 참고 문헌
- 上横手雅敬「院政期の源氏」《御家人制の研究》　吉川弘文館, 1981年。
- 下向井龍彦《武士の成長と院政》　講談社, 2001年。
- 川合, 康 (2019), 《院政期武士社会と鎌倉幕府》, 吉川弘文館, ISBN 9784642029544, 일본 전국 서지 번호 : 23173514

## 관련 작품
텔레비전 드라마
- 《신 헤이케 이야기》(新・平家物語, 1972년, NHK 대하드라마, 배역: 사사키 다카마루)
- 《다이라노 기요모리》(平清盛, 1992년, TBS, 배역: 高松英郎)
- 《다이라노 기요모리》(平清盛, 2012년, NHK 대하드라마, 배역: 고히나타 후미요)